# Hayko Bağdat
Hayko Bağdat (* 1976 in Istanbul) ist ein türkisch-armenischer Fernseh- und Printjournalist, Autor, Redner und Kabarettist.

## Leben

### Türkei
Bağdat studierte Literatur und Geschichte. Ab 2012 arbeitete er mit Roni Margulies bei İMC TV zusammen. Er schrieb u. a. Kolumnen für die inzwischen verbotene türkische investigative Tageszeitung Taraf, die armenische Wochenzeitung Marmara und das Web-Nachrichtenportal Diken. 
Seinen ersten Erzählband Salyangoz, in dem es um das Leben eines Künstlers in einer heutigen islamischen Gesellschaft geht, wandelte er in ein satirisches Bühnenprogramm um, mit dem er bereits europaweit aufgetreten ist. 
Bağdat ist verheiratet und hat zwei Kinder.

### Exil
Nach dem Putschversuch in der Türkei 2016 wurden zahlreiche kritische Medien, für die Bağdat gearbeitet hatte, verboten oder geschlossen. Sein Buchverlag İnkılap Yayınevi kann keine Bücher mehr von ihm publizieren. Damit wurde ihm in seinem Heimatland die Arbeitsgrundlage entzogen, und er siedelte nach Berlin über.
Zusammen mit Can Dündar gründete er in Deutschland die zweisprachige journalistische Plattform Özgürüz, die seit dem 24. Januar 2017 online ist. Nachdem er bereits vor fünf Jahren einen islamistischen Mordanschlag überlebt hatte, erhielt er in Berlin erneut Morddrohungen und steht unter Polizeischutz. Im Juni 2022 war er Gründungsmitglied des PEN Berlin.

## Schriften
- Haykoloji („Haykologie“) – İnkılap Yayınevi 2016
- Kurtulus CokBozuldu („Die Wohngegend Kurtulus ist allzu verdorben“) – İnkılap Yayınevi 2016
- Gollik – İnkılap Yayınevi 2015
- Salyangoz („Die Schnecke“) – İnkılap Yayınevi 2014